# Gàlag dels Uluguru
El gàlag dels Uluguru (Paragalago orinus) és una espècie de primat de la família dels galàgids. Viu a Kenya i Tanzània, on habita boscos tropicals de montà i submontà. Està amenaçat per la pèrdua d'hàbitat.